# Premier Padel 2024
Premier Padel 2024 es la 3.ª edición del circuito profesional de pádel Premier Padel. Esta edición tuvo lugar a lo largo de 2024.
Es la primera edición de Premier Padel como principal circuito del pádel mundial, después de que Qatar Sports Investments (QSI), el grupo que financia a Premier Padel, comprase World Padel Tour, desapareciendo este circuito tras once ediciones.

## Calendario
Major
     P1
     P2
     Tour Finals
| Torneo                | Ciudad            | País                   | Fecha                               |
| --------------------- | ----------------- | ---------------------- | ----------------------------------- |
| Riyadh Season P1      | Riad              | Arabia Saudita         | 24 de febrero - 2 de marzo          |
| Qatar Major           | Doha              | Catar                  | 1 de marzo - 8 de marzo             |
| Acapulco P1           | Acapulco          | México                 | 17 de marzo - 24 de marzo           |
| Puerto Cabello P2     | Puerto Cabello    | Venezuela              | 23 de marzo - 31 de marzo           |
| Brussels P2           | Bruselas          | Bélgica                | 20 de abril - 28 de abril           |
| Sevilla P2            | Sevilla           | España                 | 28 abril - 5 de mayo                |
| Asunción P2           | Asunción          | Paraguay               | 11 de mayo - 19 de mayo             |
| Mar del Plata P1      | Mar del Plata     | Argentina              | 18 de mayo - 26 de mayo             |
| Santiago P1           | Santiago de Chile | Chile                  | 26 de mayo - 3 de junio             |
| Bordeaux P2           | Burdeos           | Francia                | 9 de junio - 16 de junio            |
| Italy Major           | Roma              | Italia                 | 15 de junio - 23 de junio           |
| Genova P2             | Génova            | Italia                 | 30 de junio - 7 de julio            |
| Málaga P1             | Málaga            | España                 | 6 de julio - 14 de julio            |
| Finland P2            | Nokia             | Finlandia              | 27 de julio - 4 de agosto           |
| Madrid P1             | Madrid            | España                 | 31 de agosto - 8 de septiembre      |
| Rotterdam P1          | Róterdam          | Países Bajos           | 7 de septiembre - 15 de septiembre  |
| Valladolid P2         | Valladolid        | España                 | 14 de septiembre - 22 de septiembre |
| Paris Major           | París             | Francia                | 28 de septiembre - 6 de octubre     |
| NewGiza P2            | Guiza             | Egipto                 | 19 de octubre - 27 de octubre       |
| Dubai P1              | Dubái             | Emiratos Árabes Unidos | 3 de noviembre - 10 de noviembre    |
| Kuwait City P1        | Kuwait            | Kuwait                 | 9 de noviembre - 17 de noviembre    |
| Mexico Major          | Acapulco          | México                 | 23 de noviembre - 1 de diciembre    |
| Milano P1             | Milán             | Italia                 | 30 de noviembre- 8 de diciembre     |
| Tour Finals Barcelona | Barcelona         | España                 | 19 de diciembre - 22 de diciembre   |

## Resultados

### Categoría masculina
Major
     P1
     P2
     Tour Finals
| Torneo            | Ganadores                          | Finalistas                         | Resultado          |
| ----------------- | ---------------------------------- | ---------------------------------- | ------------------ |
| Riad              | Alejandro Galán Juan Lebrón        | Arturo Coello Agustín Tapia        | 6-7 / 6-4 / 6-4    |
| Doha              | Arturo Coello Agustín Tapia        | Javi Garrido Miguel Yanguas        | 6-0 / 6-2          |
| Acapulco          | Arturo Coello Agustín Tapia        | Alejandro Galán Juan Lebrón        | 6-0 / 6-4          |
| Puerto Cabello    | Arturo Coello Agustín Tapia        | Alejandro Galán Federico Chingotto | 2-6 / 6-3 / 6-3    |
| Bruselas          | Alejandro Galán Federico Chingotto | Arturo Coello Agustín Tapia        | 6-4 / 6-7(4) / 6-2 |
| Sevilla           | Alejandro Galán Federico Chingotto | Martín Di Nenno Franco Stupaczuk   | 7-6(?) / 6-4       |
| Asunción          | Arturo Coello Agustín Tapia        | Alejandro Galán Federico Chingotto | 6-1 / 3-6 / 7-6(1) |
| Mar del Plata     | Alejandro Galán Federico Chingotto | Arturo Coello Agustín Tapia        | 2-6 / 6-2 / 6-2    |
| Santiago de Chile | Arturo Coello Agustín Tapia        | Alejandro Galán Federico Chingotto | 6-0 / 4-6 / 6-4    |
| Burdeos           | Coki Nieto Jon Sanz                | Alex Ruiz Momo González            | 6-1 / 6-4          |
| Roma              | Alejandro Galán Federico Chingotto | Arturo Coello Agustín Tapia        | 6-4 / 1-6 / 6-1    |
| Génova            | Alejandro Galán Federico Chingotto | Arturo Coello Agustín Tapia        | 6-1 / 6-1          |
| Málaga            | Arturo Coello Agustín Tapia        | Alejandro Galán Federico Chingotto | 6-2 / 6-3          |
| Nokia             | Martín Di Nenno Juan Lebrón        | Coki Nieto Jon Sanz                | 7-5 / 6-3          |
| Madrid            | Arturo Coello Agustín Tapia        | Alejandro Galán Federico Chingotto | 6-3 / 7-6(3)       |
| Róterdam          | Arturo Coello Agustín Tapia        | Alejandro Galán Federico Chingotto | 6-2 / 6-2          |
| Valladolid        | Arturo Coello Agustín Tapia        | Alejandro Galán Federico Chingotto | 6-4 / 4-6 / 6-3    |
| París             | Arturo Coello Agustín Tapia        | Alejandro Galán Federico Chingotto | 6-2 / 6-1          |
| Guiza             | Miguel Yanguas Franco Stupaczuk    | Lucas Bergamini Javi Garrido       | 6-3 / 7-6(2)       |
| Dubái             | Arturo Coello Agustín Tapia        | Alejandro Galán Federico Chingotto | 6-4 / 6-3          |
| Kuwait            | Arturo Coello Agustín Tapia        | Miguel Yanguas Franco Stupaczuk    | 6-4 / 6-2          |
| Mexico            | Arturo Coello Agustín Tapia        | Miguel Yanguas Franco Stupaczuk    | 4-6 / 6-1 / 6-2    |
| Milán             | Arturo Coello Agustín Tapia        | Alejandro Galán Federico Chingotto | 6-4 / 7-5          |
| Barcelona         | Coki Nieto Jon Sanz                | Arturo Coello Agustín Tapia        | 3-6 / 7-5 / 6-3    |

### Categoría femenina
Major
     P1
     P2
     Tour Finals
| Torneo            | Ganadores                       | Finalistas                         | Resultado           |
| ----------------- | ------------------------------- | ---------------------------------- | ------------------- |
| Riad              | Ariana Sánchez Paula Josemaría  | Delfina Brea Bea González          | 6-3 / 6-2           |
| Doha              | Ariana Sánchez Paula Josemaría  | Gemma Triay Claudia Fernández      | 6-3 / 6-1           |
| Acapulco          | Claudia Jensen Jessica Castelló | Virgínia Riera Sofía Araujo        | 6-3 / 6-3           |
| Puerto Cabello    | Bea González Delfina Brea       | Alejandra Salazar Tamara Icardo    | 6-4 / 6-3           |
| Bruselas          | Bea González Delfina Brea       | Gemma Triay Claudia Fernández      | 6-4 / 6-4           |
| Sevilla           | Bea González Delfina Brea       | Ariana Sánchez Paula Josemaría     | 6-1 / 6-1           |
| Asunción          | Bea González Delfina Brea       | Gemma Triay Claudia Fernández      | 6-3 / 7-5           |
| Mar del Plata     | Ariana Sánchez Paula Josemaría  | Delfina Brea Bea González          | 6-1 / 5-7 / 6-4     |
| Santiago de Chile | Gemma Triay Claudia Fernández   | Lucía Sainz Patty Llaguno          | 6-1 / 6-4           |
| Burdeos           | Gemma Triay Claudia Fernández   | Marta Ortega Verónica Virseda      | 7-5 / 7-5           |
| Roma              | Ariana Sánchez Paula Josemaría  | Lucía Sainz Patty Llaguno          | 6-1 / 6-0           |
| Génova            | Sofia Araujo Marta Ortega       | Ariana Sánchez Paula Josemaría     | 6-3 / 7-6           |
| Málaga            | Ariana Sánchez Paula Josemaría  | Gemma Triay Claudia Fernández      | 1-6 / 6-4 / 6-2     |
| Nokia             | Ariana Sánchez Paula Josemaría  | Sofia Araujo Marta Ortega          | 6-3 / 6-1           |
| Madrid            | Gemma Triay Claudia Fernández   | Delfina Brea Bea González *        | 6-2 / 2-1 (*ret)    |
| Róterdam          | Ariana Sánchez Paula Josemaría  | Gemma Triay Claudia Fernández      | 6-4 / 6-4           |
| Valladolid        | Gemma Triay Claudia Fernández   | Ariana Sánchez Paula Josemaría     | 6-3 / 6-2           |
| París             | Ariana Sánchez Paula Josemaría  | Andrea Ustero Delfina Brea         | 6-4 / 6-0           |
| Guiza             | Sofia Araujo Marta Ortega       | Alejandra Salazar Jessica Castelló | 6-4 / 6-2           |
| Dubái             | Bea González Delfina Brea       | Andrea Ustero Alejandra Alonso     | 6-2 / 6-3           |
| Kuwait            | Ariana Sánchez Paula Josemaría  | Gemma Triay Claudia Fernández      | 7-5 / 7-6(1)        |
| Mexico            | Gemma Triay Claudia Fernández   | Sofia Araujo Marta Ortega          | 6-7(5) / 6-1 / 6-4  |
| Milán             | Gemma Triay Claudia Fernández   | Delfina Brea Bea González *        | 6-7(5) / 5-2 (*ret) |
| Barcelona         | Ariana Sánchez Paula Josemaría  | Gemma Triay Claudia Fernández      | 6-3 / 6-3           |

## Ranking Race 2024
Estos son los 50 jugadores y jugadoras con más puntos ganados en 2024.
| Race 2024 Masculina | Race 2024 Masculina  | Race 2024 Masculina |
| N.º                 | Nombre               | Puntos              |
| ------------------- | -------------------- | ------------------- |
| 1                   | Agustín Tapia        | 19.580              |
| 1                   | Arturo Coello        | 19.580              |
| 3                   | Alejandro Galán      | 13.330              |
| 4                   | Federico Chingotto   | 12.180              |
| 5                   | Franco Stupaczuk     | 8.630               |
| 6                   | Martín Di Nenno      | 8.150               |
| 7                   | Juan Lebrón          | 7.965               |
| 8                   | Miguel Yanguas       | 7.505               |
| 9                   | Jon Sanz             | 5.765               |
| 10                  | Coki Nieto           | 5.765               |
| 11                  | Paquito Navarro      | 5.310               |
| 12                  | Javi Garrido         | 4.935               |
| 13                  | Momo González        | 4.700               |
| 14                  | Eduardo Alonso       | 4.327               |
| 15                  | Pablo Cardona        | 3.315               |
| 16                  | Lucas Bergamini      | 3.255               |
| 17                  | Alejandro Ruíz       | 2.930               |
| 18                  | Alejandro Arroyo     | 2.855               |
| 19                  | Sanyo Gutiérrez      | 2.785               |
| 20                  | Juan Tello           | 2.220               |
| 21                  | Francisco Guerrero   | 2.127               |
| 22                  | Jairo Bautista       | 2.120               |
| 23                  | Maxi Sánchez         | 2.115               |
| 24                  | Fernando Belasteguín | 2.045               |
| 25                  | Juanlu Esbri         | 2.033               |
| 26                  | Lucas Campagnolo     | 1.910               |
| 26                  | Luciano Capra        | 1.878               |
| 28                  | Alex Chozas          | 1.817               |
| 29                  | Javier G. Barahona   | 1.770               |
| 30                  | Leandro Augsburger   | 1.707               |
| 31                  | Javier Leal          | 1.655               |
| 32                  | Javier Ruiz          | 1.575               |
| 33                  | Javier García Mora   | 1.559               |
| 34                  | Víctor Ruiz          | 1.513               |
| 35                  | Valentino Libaak     | 1.507               |
| 36                  | Teodoro Zapata       | 1.505               |
| 37                  | Javier Rico          | 1.447               |
| 38                  | Gonzalo Rubio        | 1.441               |
| 39                  | Ignacio Sager        | 1.424               |
| 40                  | José A. G. Diestro   | 1.414               |
| 41                  | Iñigo Jofre          | 1.369               |
| 42                  | Enrique Goenaga      | 1.310               |
| 43                  | Salvador Oria        | 1.307               |
| 44                  | Pincho Fernández     | 1.247               |
| 45                  | Álvaro Cepero        | 1.219               |
| 46                  | Luis Hernández       | 1.141               |
| 47                  | Pablo Lijó           | 1.136               |
| 48                  | Jose Jiménez         | 1.131               |
| 48                  | Juan Cruz Belluati   | 1.120               |
| 50                  | Agustín Gutiérrez    | 1.112               |

| País      | Jugadores en | Jugadores en | Jugadores en | Mejor jugador   | Mejor jugador |
| País      | top50        | top16        | top8         | Mejor jugador   | Mejor jugador |
| --------- | ------------ | ------------ | ------------ | --------------- | ------------- |
| España    | 34           | 11           | 4            | Arturo Coello   | 1.º           |
| Argentina | 14           | 4            | 4            | Agustín Tapia   | 1.º           |
| Brasil    | 2            | 1            | 0            | Lucas Bergamini | 16.º          |

| Race 2024 Femenina | Race 2024 Femenina   | Race 2024 Femenina |
| N.º                | Nombre               | Puntos             |
| ------------------ | -------------------- | ------------------ |
| 1                  | Ariana Sánchez       | 16.150             |
| 1                  | Paula Josemaría      | 16.150             |
| 3                  | Claudia Fernández    | 13.200             |
| 3                  | Gemma Triay          | 13.200             |
| 5                  | Delfina Brea         | 10.100             |
| 6                  | Beatriz González     | 7.670              |
| 7                  | Marta Ortega         | 7.030              |
| 8                  | Sofia Araújo         | 6.700              |
| 9                  | Jessica Castelló     | 6.080              |
| 10                 | Claudia Jensen       | 5.570              |
| 11                 | Lucía Sainz          | 5.470              |
| 12                 | Patricia Llaguno     | 5.310              |
| 12                 | Verónica Virseda     | 5.310              |
| 14                 | Andrea Ustero        | 5.225              |
| 15                 | Alejandra Salazar    | 5.220              |
| 16                 | Alejandra Alonso     | 4.185              |
| 17                 | Tamara Icardo        | 4.080              |
| 18                 | Aranzazu Osoro       | 3.735              |
| 19                 | Mª Virginia Riera    | 3.335              |
| 20                 | Lorena Rufo          | 2.240              |
| 21                 | Beatriz Caldera      | 2.230              |
| 22                 | Marina Guinart       | 2.154              |
| 23                 | Ksenia Sharifova     | 2.120              |
| 24                 | Carmen Goenaga       | 1.990              |
| 25                 | Nuria Rodríguez      | 1.893              |
| 26                 | Lucía Martínez       | 1.872              |
| 27                 | Araceli Martínez     | 1.822              |
| 28                 | Carolina Orsi        | 1.728              |
| 29                 | Victoria Iglesias    | 1.674              |
| 30                 | Alix Collombon       | 1.664              |
| 31                 | Sara Ruiz            | 1.532              |
| 32                 | Carla Mesa           | 1.444              |
| 33                 | Esther Carnicero     | 1.391              |
| 34                 | Ana C. Nogueira      | 1.384              |
| 35                 | Julieta Bidahorria   | 1.324              |
| 36                 | Marta Marrero        | 1.309              |
| 37                 | Teresa Navarro       | 1.301              |
| 38                 | Marta Talaván        | 1.289              |
| 39                 | Noa Cánovas          | 1.255              |
| 40                 | Jimena Velasco       | 1.253              |
| 41                 | Marta Barrera        | 1.208              |
| 42                 | Mª Eulalia Rodríguez | 1.184              |
| 43                 | Melanía Merino       | 1.181              |
| 44                 | Sofía Saiz           | 1.170              |
| 45                 | Marta Caparrós       | 1.133              |
| 46                 | Bárbara Las Heras    | 1.089              |
| 47                 | Marina Martínez Lobo | 1.078              |
| 48                 | Giorgia Marchetti    | 1.076              |
| 49                 | Lara Arruabarrena    | 1.075              |
| 50                 | Patricia Martínez    | 1.029              |

| País      | Jugadoras en | Jugadoras en | Jugadoras en | Mejor jugadora   | Mejor jugadora |
| País      | top50        | top16        | top8         | Mejor jugadora   | Mejor jugadora |
| --------- | ------------ | ------------ | ------------ | ---------------- | -------------- |
| España    | 39           | 13           | 6            | Ariana / Paula   | 1.ª            |
| Argentina | 5            | 2            | 1            | Delfina Brea     | 5.ª            |
| Portugal  | 2            | 1            | 1            | Sofia Araújo     | 8.ª            |
| Italia    | 2            | 0            | 0            | Carolina Orsi    | 28.ª           |
| Rusia     | 1            | 0            | 0            | Ksenia Sharifova | 23.ª           |
| Francia   | 1            | 0            | 0            | Alix Collombon   | 30.ª           |